# تيتسويا يانو
تيتسويا يانو (باليابانية: 矢野 哲也) (مواليد 21 مايو 1984)، هو لاعب كرة قدم سابق كان يلعب كمدافع.